# 茨城県道278号竹ノ内羽鳥停車場線

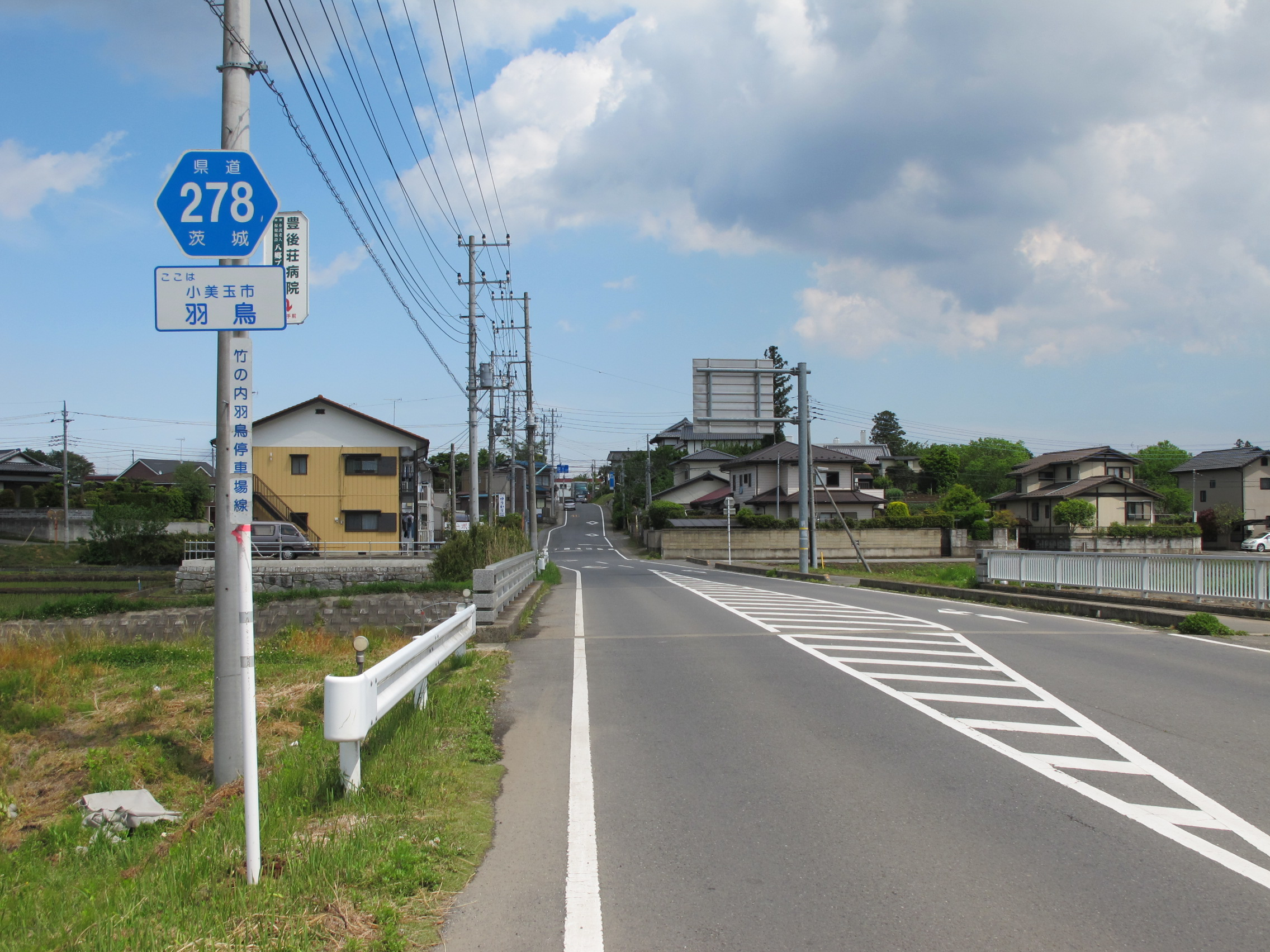
茨城県道278号竹ノ内羽鳥停車場線
・小美玉市羽鳥（2013年5月12日撮影）

茨城県道278号竹ノ内羽鳥停車場線（いばらきけんどう278ごう たけのうちはとりていしゃじょうせん）は、茨城県石岡市から小美玉市までを結ぶ県道で、東日本旅客鉄道（JR東日本）常磐線羽鳥駅と接続するための道路である。

## 路線概要
- 起点：石岡市宮ヶ崎（茨城県道140号西小塙石岡線交点）
- 終点：小美玉市羽鳥（羽鳥駅出口）[1]
- 総延長：3.937 km[2]
- 重用延長：0.048 km[2]
- 未供用延長：なし[2]
- 実延長：3.889 km[2]
- 自動車交通不能区間延長[注釈 1]：なし[2]

現地の路線名道路標識は『竹の内羽鳥停車場線』であるが、本路線の正しい路線名称の表記は『竹ノ内羽鳥停車場線』である。

## 歴史
1959年（昭和34年）10月14日、新たな県道として新治郡八郷町大字竹ノ内を起点とし、東茨城郡美野里町大字羽鳥の羽鳥停車場を終点とする区間を本路線とする県道竹ノ内羽鳥停車場線として茨城県が県道路線認定した。
1995年（平成7年）、現在の路線番号278に変更され、現在に至る。

### 年表
- 1895年（明治28年）12月1日：羽鳥駅が開業する。
- 1923年（大正12年）4月1日：現在の路線の前身である羽鳥停車場羽鳥線が路線認定される。[3]
- 1928年（昭和3年）3月1日：同じく大増羽鳥停車場線が路線認定される。[4]
- 1959年（昭和34年）10月14日
現在の路線が路線認定される（図面対照番号109）[5]。
道路の区域は、新治郡八郷町大字竹ノ内の県道西小塙石岡線分岐から東茨城郡美野里町大字羽鳥の羽鳥停車場までと決定された[1]。
- 1995年（平成7年）3月30日：整理番号が整理番号168から現在の番号（整理番号278）に変更される[6]。

## 地理

### 通過する自治体
- 茨城県
  - 石岡市 - 小美玉市

### 交差する道路
- 国道355号

### 沿線
- JR 羽鳥駅